# ユニファ (福岡県)
株式会社ユニファは、福岡県福岡市東区多の津2丁目3番4号に本社を置く医療機器及びその関連消耗品の販売・取付工事をする総合企業である。アステムフォレストグループの一社。

## 概要
- 昭和48年（1973年）3月1日創業
- 昭和49年（1974年）3月25日設立
- 資本金 : 8900万円
- 代表者 : 代表取締役社長 宮﨑　忠憲

## 事業案内
- 医療機器及びその関連消耗品の販売・取付工事
- 医薬品の販売
- 病院経営コンサルタント業
- 特定修理業（人工臓器関連）
- 人工腎臓関連医療機器
- 連続携行式腹膜透析液
- 血漿交換等の体外循環医療機器
- 透析装置・水処理装置
- 検査機器

## 営業地域
九州全県と山口県広島県の血液透析を中心とした病院及び施設 

## 主要取引メーカー
- 旭化成メディカル
- エッチ・ケイ・プランニング
- カネカメディックス
- 川澄化学工業
- クラレメディカル
- ジェイ・エム・エス
- ダイセン・メンブレン・システムズ
- 東レ・メディカル
- ニプロ
- バクスター
- フレゼニウス・メディカル・ケア・ジャパン
- メディキット

## 営業所
- 本社 : 福岡県福岡市東区多の津2丁目3番4号
- 物流センター・USLセンター : 佐賀県鳥栖市弥生が丘7番34号
- 福岡営業所 : 福岡県福岡市東区多の津2丁目3番4号
- 北九州営業所 : 福岡県北九州市小倉南区下曽根新町13番1号
- 筑後筑豊営業所 : 福岡県久留米市宮の陣3丁目7番60号
- 佐賀営業所 : 佐賀県小城市三日月町堀江1741番地
- 長崎営業所 : 長崎県長崎市城栄町8番4号 香月田ビル1F
- 熊本営業所 : 熊本県熊本市八王寺町33番地57号
- 大分営業所 : 大分県大分市西大道二丁目3番28号
- 宮崎営業所 : 宮崎県宮崎市江平中町5番2号
- 鹿児島営業所 :鹿児島県鹿児島市宇宿2丁目4番7号
- 中国営業所 : 山口県山口市小郡船倉町2番1号
- 佐世保出張所 : 長崎県佐世保市大野町260番地4号 池野ハイツA棟102号

## 関連会社
- 株式会社フォレストホールディングス
  - 株式会社アステム
  - 株式会社サン・ダイコー
  - 株式会社リードヘルスケア（旧 アステムヘルスケア）
  - 株式会社ダイコー沖縄
  - 株式会社リンテック